# Jung Ba-ra
Jung Ba-ra (koreanisch 정바라; * 13. Juni 1989) ist eine südkoreanische Shorttrackerin.
Ihre ersten Erfolge feierte Jung bei den koreanischen Winterspielen, wo sie über 1000 Meter gewinnen konnte, und bei Studentenmeisterschaften. International debütierte sie im Shorttrack-Weltcup 2008/09 und erreichte dort gleich in ihrem ersten Weltcuprennen am 17. Oktober 2008 in Salt Lake City als Zweite über 1500 Meter das Podest. Siegerin in diesem Rennen war die Chinesin Zhou Yang. Auch in ihrem zweiten Rennen, jetzt über die 1000-m-Distanz, verpasste Jung in Vancouver als Vierte nur knapp das Podest.
Sie studiert an der DanKook-Universität.